# Chaetopelma anatolicum
Chaetopelma anatolicum é uma espécie de aranha pertencente à família Theraphosidae (tarântulas).